# Maublancancylistes
Maublancancylistes is een kevergeslacht uit de familie van de boktorren (Cerambycidae). De wetenschappelijke naam van het geslacht werd voor het eerst geldig gepubliceerd in 1956 door Lepesme & Breuning.

## Soorten
Maublancancylistes omvat de volgende soorten:
- Maublancancylistes maublanci Lepesme & Breuning, 1956
- Maublancancylistes mirei Breuning, 1969